# Cut the Rope (thương hiệu)
Cut the Rope là một thương hiệu trò chơi điện tử giải đố dựa trên vật lý được ZeptoLab phát triển và phát hành. Thương hiệu này bao gồm trò chơi gốc Cut the Rope (2010) được Chillingo phát hành, Cut the Rope: Holiday Gift (2010), Cut the Rope: Experiments (2011), Cut the Rope: Time Travel (2013), Cut the Rope 2 (2013 đối với iOS và 2014 đối với Android), My Om Nom (2014 đối với iOS và 2015 đối với Android), Cut the Rope: Magic (2015), Cut the Rope Remastered (2021), Cut the Rope Daily (2023) và Cut the Rope 3 (2023).
Mục tiêu của trò chơi là đưa viên kẹo vào miệng của Om Nom, một sinh vật nhỏ màu xanh lá, trong khi phải thu thập càng nhiều sao càng tốt. Trò chơi Cut the Rope đạt 600 triệu lượt tải xuống vào tháng 5 năm 2015 và đã vượt qua hơn một tỷ lượt tải xuống vào năm 2018.